# Alessandro Costa (politico 1929)
Alessandro Costa (Carrara, 6 febbraio 1929 – 6 giugno 1992) è stato un politico italiano.
Esponente del Partito Comunista Italiano, ricoprì la carica di sindaco di Carrara dal 1980 al 1985.
Fu eletto alla Camera in occasione delle elezioni politiche del 1987, ottenendo 16.628 preferenze.
Nel 1991 aderì al Partito Democratico della Sinistra.